# III. třída okresu Mladá Boleslav
III. třída okresu Mladá Boleslav patří společně s ostatními třetími třídami mezi deváté nejvyšší fotbalové soutěže v Česku. Je řízena Okresním fotbalovým svazem Mladá Boleslav. Hraje se každý rok od léta do jara se zimní přestávkou. Hraje se ve dvou skupinách (označených A a B), každá skupina má 14 účastníků (celkem tedy 28 týmů) z okresu Mladá Boleslav, každý s každým hraje jednou na domácím hřišti a jednou na hřišti soupeře. Celkem se tedy hraje 24 kol. Vítěz každé ze skupin postupuje do II. třídy okresu Mladá Boleslav.

## Vítězové

### III. třída okresu Mladá Boleslav skupina A
| Ročník    | Vítězný tým               |
| --------- | ------------------------- |
| 2003/2004 | TJ Sokol Řepov            |
| 2004/2005 | TJ Sokol Pěčice           |
| 2005/2006 | Dolnousovský SK „B“       |
| 2006/2007 | SK Strašnov               |
| 2007/2008 | SKP Mladá Boleslav        |
| 2008/2009 | SK Jivina                 |
| 2009/2010 | FK Zdětín                 |
| 2010/2011 | TJ Sokol Kněžmost         |
| 2011/2012 | Mnichovohradišťský SK „B“ |
| 2012/2013 | FK Dlouhá Lhota „B“       |
| 2013/2014 | Mnichovohradišťský SK „B“ |
| 2014/2015 | FK Slavoj Čistá           |
| 2015/2016 | SK Jizeran Doubrava       |
| 2016/2017 | TJ Sokol Řepov            |
| 2017/2018 | Dolnousovský SK „B“       |
| 2018/2019 |                           |

### III. třída okresu Mladá Boleslav skupina B
| Ročník    | Vítězný tým              |
| --------- | ------------------------ |
| 2004/2005 | Soutěž se nehrála.       |
| 2005/2006 | Soutěž se nehrála.       |
| 2006/2007 | Soutěž se nehrála.       |
| 2007/2008 | Soutěž se nehrála.       |
| 2008/2009 | Soutěž se nehrála.       |
| 2009/2010 | Soutěž se nehrála.       |
| 2010/2011 | FK Zdětín                |
| 2011/2012 | FC Horky nad Jizerou     |
| 2012/2013 | SK Jizera Předměřice     |
| 2013/2014 | SK Bezno-Sovínky         |
| 2014/2015 | TJ Sokol Chotětov        |
| 2015/2016 | Slavoj Kropáčova Vrutice |
| 2016/2017 | FK Zdětín                |
| 2017/2018 | SK Akuma Mladá Boleslav  |
| 2018/2019 |                          |